# Kaliningradtijd
Kaliningradtijd (USZ1) is een van de tijdzones in Rusland. Kaliningradtijd loopt twee uur voor op de UTC (UTC+2) en een uur achter op de Moskoutijd (MSK of UTC+3). Het wordt alleen gebruikt in de Russische oblast Kaliningrad. Onder deze tijdzone vallen onder andere de steden Sovjetsk, Kaliningrad en Tsjernjachovsk.

## Geschiedenis

### Onder de Sovjet-Unie
In de periode 1946-1988 gold in Kaliningrad de Moskoutijd (UTC+3), die sinds 1981 in de zomer overeenkwam met UTC+4. Bij de volgende overgang naar de zomertijd, op 26 maart 1989, werd de klok in de regio Kaliningrad niet naar voren gezet en werd de "Moskoutijd minus één uur"-tijdzone (Russisch: московское время минус один час) operationeel in de regio. In de zomer was dit UTC+3 en in de winter UTC+2.
In maart 1991, acht maanden voor het uiteenvallen van de Sovjet-Unie, schafte het land de decreettijd af. De zomertijd in Kaliningrad kwam nu overeen met UTC+2. Op 29 september 1991 werd de klok een uur teruggezet en de Kaliningradtijd kwam nu overeen met UTC+1. Na de beslissing van de lokale autoriteiten van Kaliningrad op 3 november 1991 werd de klok weer een uur vooruit gezet, waardoor deze weer gelijk liep met de toenmalige Moskoutijd (UTC+2).

### Onder Rusland
Bijna in alle regio's werd op 19 januari 1992 de decreettijd hersteld. Oblast Kaliningrad verzette de klok niet en begon opnieuw de "Moskoutijd minus één uur"-tijdzone te gebruiken. Deze werd officieel goedgekeurd door een decreet van de Russische regering op 8 januari 1992.
Tot 29 mei 2005 gebruikte de Kaliningradspoorweg de Kaliningradtijd op het gebied van personenvervoer. Hierna werd in plaats daarvan de Moskoutijd gebruikt. In 2009 werd het tijdstip van vertrek en aankomst van forensentreinen opnieuw aangegeven met plaatselijke tijd in Kaliningrad.
Tot en met 2011 was Kaliningradtijd gelijk aan de Oost-Europese Tijd (UTC+2; UTC+3 met zomertijd). Op 27 maart 2011 werden alle tijdzones in Rusland op zomertijd ingesteld, zodat de klok op het zomerseizoen zou blijven staan, waardoor Kaliningrad permanent op UTC+3 zou worden gezet. Op 26 oktober 2014 werd deze wet omgekeerd. De zomertijd is hierbij niet opnieuw ingevoerd, waardoor Kaliningrad nu permanent UTC+2 hanteert.